# واترلو، کبک

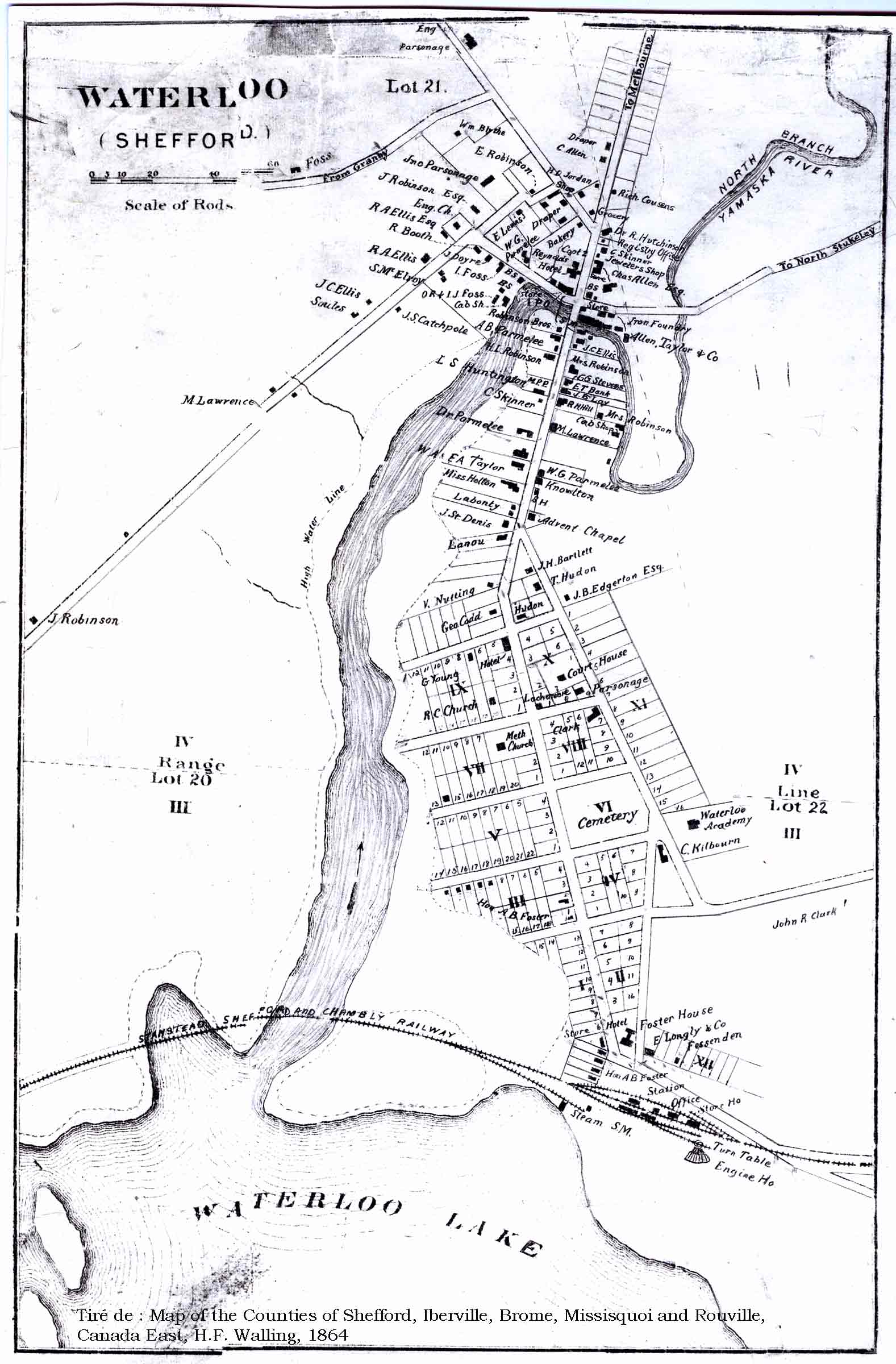
نمایی از نقشهٔ کهن واترلو در استان کبک کانادا - ۱۸۶۴ میلادی

واترلو (به فرانسوی: Waterloo) شهرکی در منطقه شهری لا اوت-یاماسکا ناحیه مونترژی در استان کبک کانادا است. در سرشماری سال ۲۰۱۱ این شهرک ۴٬۴۰۳ نفر جمعیت داشته‌است و مساحت آن ۱۱٫۵۲ کیلومتر مربع است.